# Neolophonotus coetzeei
Neolophonotus coetzeei är en tvåvingeart som beskrevs av Jason Gilbert Hayden Londt 1985. Neolophonotus coetzeei ingår i släktet Neolophonotus och familjen rovflugor.
Artens utbredningsområde är Namibia. Inga underarter finns listade i Catalogue of Life.